# Garcia I del Congo
García I (1600 - 1626) fue el rey del Congo desde el 13 de abril de 1624 hasta el 26 de junio de 1626. Fue el segundo y último rey de la efímera dinastía Quicanga. Intentó reparar las relaciones con los portugueses que fueron rotas por su padre. Su gobierno terminó cuando D. Manuel Jordão, duque de Sundi, invadió São Salvador do Congo y puso en le trono a Ambrósio de Coulo, hijo de Álvaro III del Congo. Huyó a Soyo y murió 3 meses después. Con su muerte termina el reinado de la Casa de Quincanga, que seguirá existiendo hasta el fin de la guerra de sucesión congoleña, donde sus integrantes o estarán muertos o integrados en otras casas. 

## Biografía
García Anvemba Ancanga nació aproximadamente en 1600, siendo hijo de D. Pedro, duque de Sundi y D. Luísa.
Su padre se convirtió en rey en 1622, poco después de la muerte de D. Álvaro III, que no dejó herederos idóneos. D. Pedro de Sundi, su padre, fue elegido por el Consejo Real del Congo como nuevo rey (manicongo) y D. García fue nombrado heredero. 
En el breve reinado de su padre, rompió la alianza con los portugueses. Se hicieron enemigos de estos y aliados de los neerlandeses. Su padre declaró el inicio de la guerra luso-congoleña de 1622 luego de la derrota en la batalla de Mbumbi. Con la ayuda de la Compañía Neerlandesa de las Indias Occidentales, logró contener a los portugueses durante un tiempo. El gran plan de Pedro y los holandeses era realizar un ataque conjunto por tierra y mar para tomar Luanda, convirtiéndola en colonia holandesa.
García asumió el trono tras la muerte de su padre, ocurrida el 13 de abril de 1624. Hubo una conspiración para elegir a D. Álvaro Afonso, duque de Umpemba, hermano de García I, como nuevo monarca. Se descubre la conspiración y el marqués se refugia en Soyo.
Tras su acceso al trono, el joven rey buscó restablecer la paz con los portugueses. La decisión de no continuar con la guerra disgustó a parte de la alta nobleza y el ejército del Congo. Los nobles empezaron a tener el deseo de aclamar a D. Ambrósio de Coulo como nuevo rey. Se le había impedido tomar el reinado porque era demasiado joven y cuando fue mayor se convirtió en un gran pretendiente a la corona.
Con el apoyo de las damas reales de la corte, el general D. Manuel Jordão, duque de Sundi, invadió São Salvador do Congo el 7 de marzo de 1626 y depuso a García I, que huyó a Soyo en compañía de su esposa D. Cristina Afonso y su abuela D. Cristina, ambas pertenecientes a la Casa de Soyo. García moriría el 26 de junio de ese año y el trono sería ocupado por Ambrósio de Coulo, terminando así el dominio de la Casa de Quincanga.